# Chiesa di San Giovanni Bosco (Prato)
La chiesa di San Giovanni Bosco si trova a Prato ed è una delle sedi parrocchiali del vicariato nord della diocesi di Prato

## Architettura

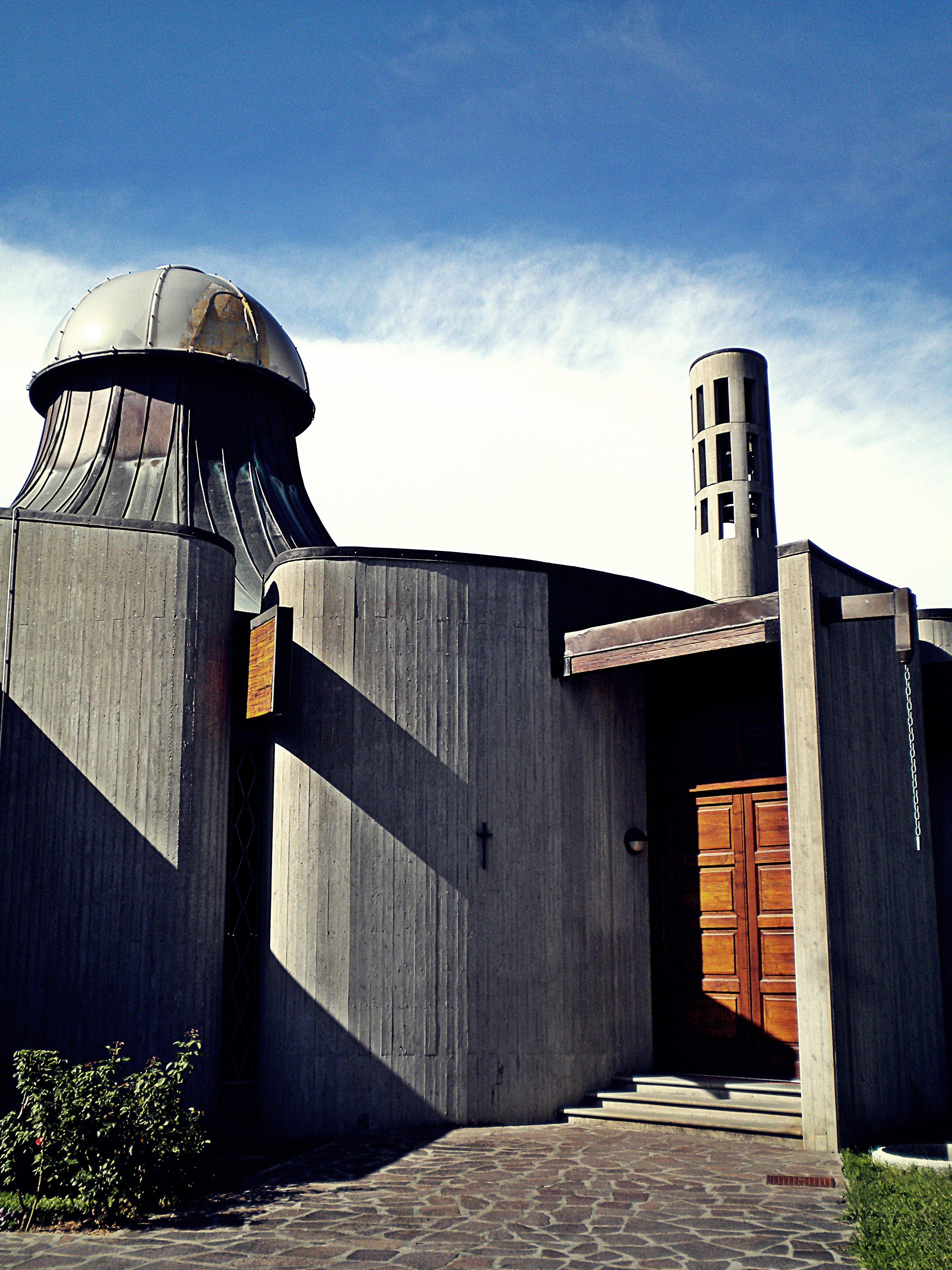
Ingresso

Progettato dall'architetto Gabriele Giovannelli (e in seguito ristrutturato internamente dall'artista Toni Fertonani), l'edificio fu completato nel 1990. Presenta un basamento caratterizzato da setti curvi la cui successione è interrotta da grandi vetrate. La copertura di forma tronco-conica si conclude con una piccola cupola vitrea.
La struttura, principalmente realizzata in calcestruzzo armato, si completa con una torre campanaria che svetta a nord del corpo della chiesa, la cui particolare forma emicilindrica è movimentata da aperture rettangolari disposte su più file orizzontali in corrispondenza della sommità della stessa. Al suo interno sono collocate quattro campane in La3 maggiore fuse dalla fonderia Capanni di Castelnovo ne' Monti (RE).

## Decorazione interna
All'interno della chiesa sono custodite recenti opere di Toni Fertonani.
Le opere che lo scomparso artista mantovano realizzò appositamente per la chiesa di San Giovanni Bosco sono:
- 1998 - Progetto della ristrutturazione interna e degli ornamenti ed esecuzione degli arredi artistici in bronzo
- 1999 - La Via Crucis
- 2001 - Due tele di grandi dimensioni destinate all'abside della chiesa.
- 2002 - Don Bosco, gruppo bronzeo scultoreo raffigurante San Giovanni Bosco.

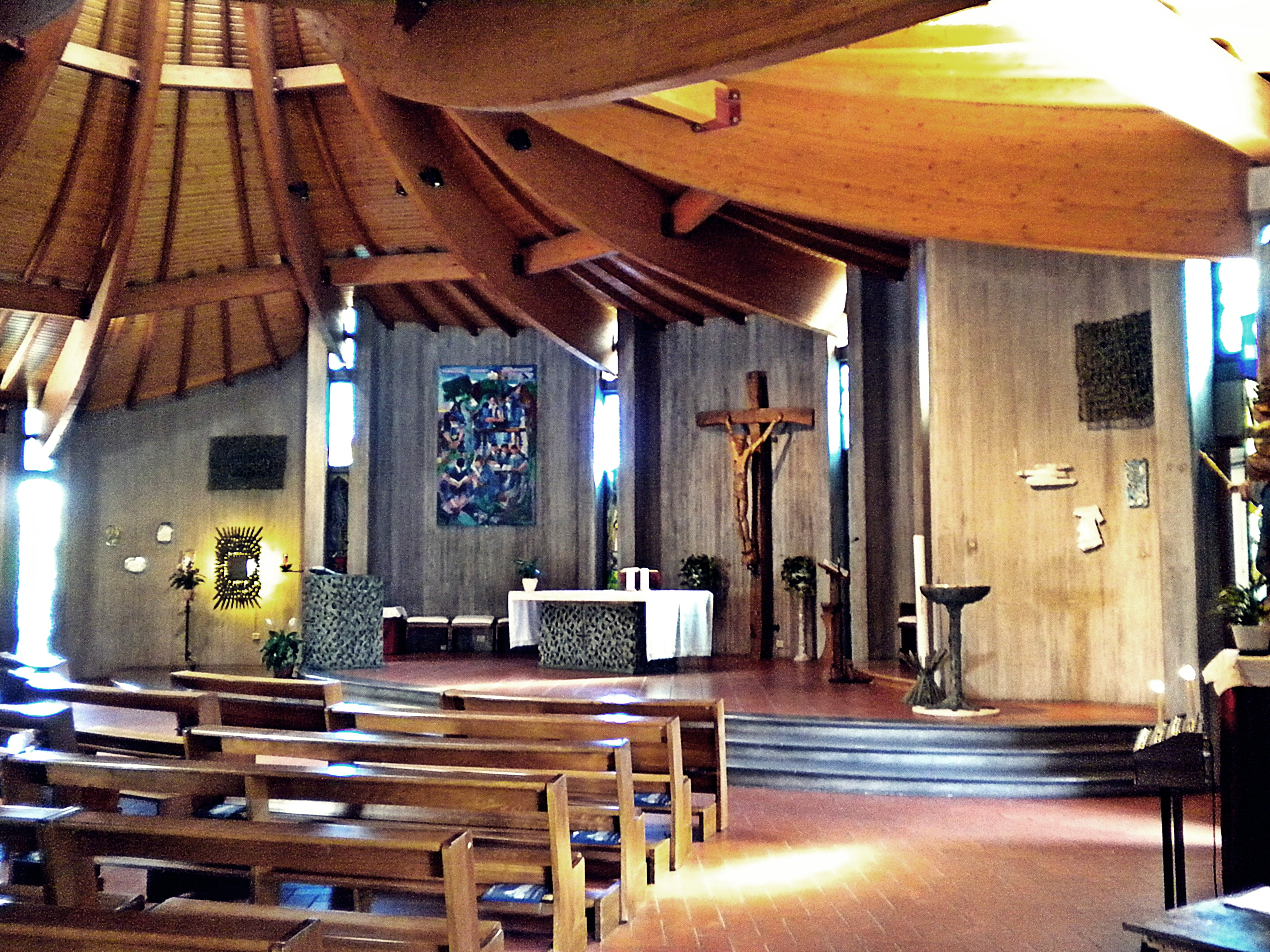
Interno
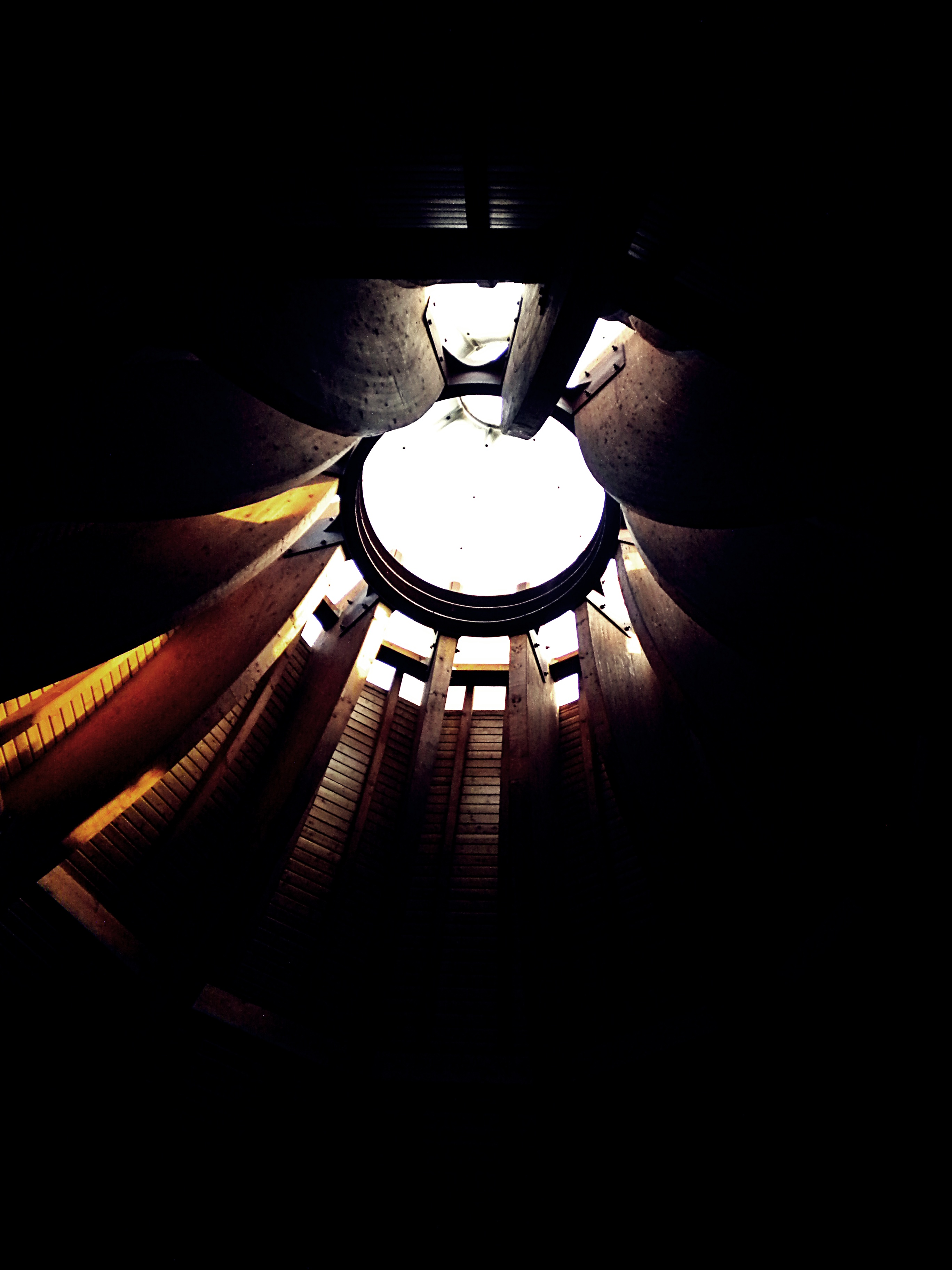
Oculo della cupola